# Eli Terry
Eli Terry (South Windsor, 13 de abril de 1772 — Terryville, 24 de fevereiro de 1852) foi um inventor e fabricante de relógios estadunidense. Ele recebeu uma patente nos Estados Unidos para um mecanismo de relógio de prateleira. Ele introduziu a produção em massa na arte da relojoaria, o que tornou os relógios acessíveis para o cidadão americano médio. Terry ocupa um lugar importante no início do desenvolvimento da fabricação de peças intercambiáveis. Terry é considerado a primeira pessoa na história americana a realmente realizar peças intercambiáveis sem financiamento do governo. Terry se tornou um dos mecânicos mais talentosos da Nova Inglaterra durante a primeira parte do século XIX. A vila de Terryville, Connecticut, recebeu o nome de seu filho, Eli Terry Jr.

## Juventude
Terry era filho de Samuel e Huldah Terry, nascido no que hoje é South Windsor, Connecticut (na época do nascimento de Terry, South Windsor fazia parte de East Windsor, Connecticut.
Ele começou sua carreira como aprendiz de Daniel Burnap ("o precursor da manufatura"). Também é provável que ele tenha recebido instruções limitadas de Timothy Cheney, um relojoeiro em East Hartford. Cheney se especializou na fabricação de relógios de madeira, o que era bastante incomum na época. O uso de componentes de madeira teria grande influência na carreira posterior de Terry.
O aprendizado de Terry em Burnap terminou em 1792, e ele rapidamente se estabeleceu como relojoeiro e reparador de relógios em East Windsor. Terry mudou-se para Northbury Connecticut em 1793 e ajudou a incorporar Plymouth, Connecticut em 1795. Terry foi nomeado Selador de Pesos e Medidas da cidade. Sua primeira relojoaria foi anexada à sua residência. Terry hospedou garotas como Candace Roberts para trabalhar em sua loja pintando mostradores de relógio. Sua segunda loja foi considerada a primeira relojoaria movida a água dos Estados Unidos e foi construída com seis metros quadrados sobre o riacho do Niágara, que fluía por sua propriedade. Alguns de seus primeiros relógios eram equipados com mostradores de latão prateado, que eram gravados para ele por Burnap. Os movimentos do relógio eram feitos principalmente de madeira, ou latão, dependendo dos pedidos de seus clientes. O latão era mais comumente usado para movimentos na época, mas também era consideravelmente mais caro e difícil de trabalhar. Em 1801, Terry obteve a patente de um relógio de equação. Esta foi a primeira patente de um mecanismo de relógio concedida pelo Escritório de Patentes dos Estados Unidos.

## Carreira
Em 1795, Terry inventou sua primeira fresadora para produzir peças intercambiáveis. Terry elaborou esses movimentos fresados até o Contrato do Porter. Logo depois de 1802, a produção de relógios de madeira de Terry cresceu consideravelmente. Como outros relojoeiros de Connecticut, Terry sabia que os aprendizes podiam fazer um corte bruto de rodas de madeira para que os jornaleiros mais habilidosos os moldassem precisamente em relógios, tornando os relógios um pouco mais baratos. E Terry foi um dos vários relojoeiros de Connecticut que começaram a substituir máquinas movidas a água por aprendizes na produção dessas rodas de corte bruto. Em 1802 ou 1803, Terry comprou uma fábrica para produzir rodas de relógio de madeira, que ainda precisava ser acabada à mão por relojoeiros experientes. Ele comprou um moinho de grãos e usou a roda d'água e o eixo principal para operar serras e tornos, o que ajudou a acelerar a produção de peças. Mais tarde, ele criou gabaritos e acessórios para produzir um grande número de peças de relógio intercambiáveis. Isso permitiu o rápido ajuste e montagem de relógios, livrando Terry da tarefa de ajustar e modificar cada peça individual de cada relógio. Usando sua própria engenhosidade e inventividade, Terry foi então capaz de cortar rodas, pinhões e outras peças importantes do relógio de forma precisa e repetitiva.
No ano de 1806, Terry assinou o contrato de Porter para produzir 4 000 movimentos de relógios de madeira (outras lojas fariam as caixas). De acordo com a historiadora Diana Muir, escrevendo em Reflections in Bullough's Pond, naquela época um artesão habilidoso podia produzir de seis a dez relógios por ano. No terceiro ano, ele produziu 3 000 relógios de madeira. Ele vendeu sua manufatura para dois de seus assistentes Seth Thomas e Silas Hoadley e retirou-se para sua oficina para criar a primeira máquina do mundo a ser produzida em massa usando peças intercambiáveis.

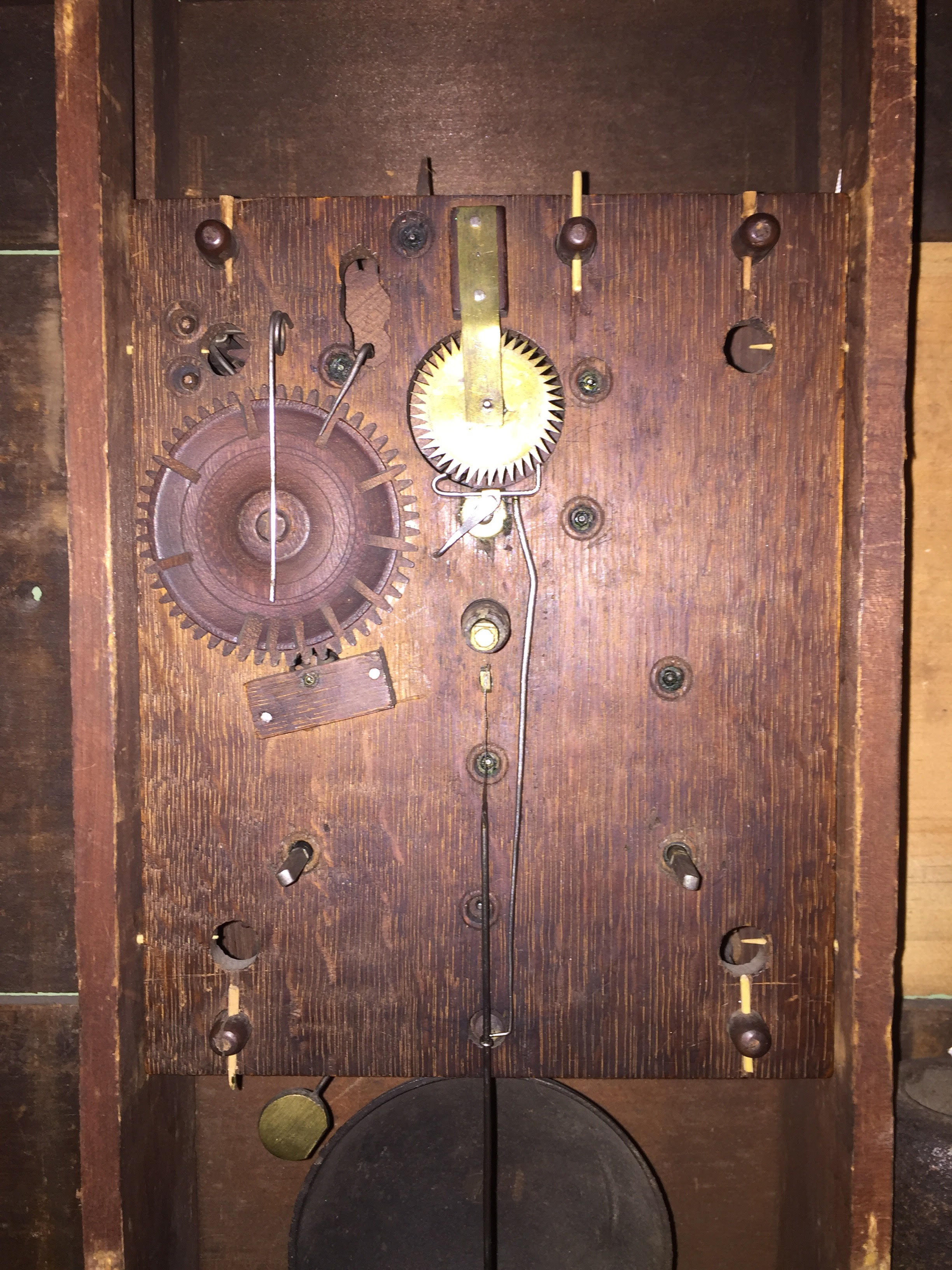
Um movimento de relógio de prateleira de engrenagem de madeira feito por Eli Terry, 1825

Terry imaginou um novo tipo de relógio, destinado à produção em massa de peças feitas por máquinas que viriam de máquinas movidas a água prontas para entrar em relógios sem qualquer corte manual adicional por operários qualificados. Este seria um relógio de prateleira, custando menos do que um relógio alto. Seria feito rapidamente e facilmente reparado. As outras inovações de Terry incluíram o design de um escapamento com borda removível. Mais tarde, isso se tornou um recurso de design padrão dos relógios americanos para o século seguinte. Os relógios de madeira produzidos em massa fabricados com peças intercambiáveis que saíram da fábrica de Terry no início de 1814 foram as primeiras máquinas produzidas em massa feitas de peças intercambiáveis. Como tal, ele iria ao mercado de massa um com um relógio completo e acessível para os consumidores estadunidenses. Os primeiros relógios de Terry eram oferecidos em caixas de madeira simples. Em sua autobiografia, History of the American Clock Business for the Last Sixty Years and Life of Chauncey Jerome, empregado de Terry e assistente Chauncey Jerome, mais tarde um grande relojoeiro e proprietário da maior fábrica de relógios do mundo, menciona a construção do primeiro pilar e pergaminho na oficina de Terry com o projeto do mestre e sob sua direção. O pilar e a caixa em espiral forneciam um mostrador grande e claro em uma caixa de madeira com cerca de trinta polegadas de altura e seis polegadas de profundidade. A parte superior era o mostrador do relógio, a parte inferior era um espelho ou uma imagem pintada de costas em vidro. Apesar do tamanho pequeno dos relógios em comparação com os relógios tradicionais de caixa longa, Terry foi capaz de fornecer energia suficiente por meio de engrenagens para que o relógio funcionasse trinta horas inteiras antes de precisar ser rebobinado. Antecipando um produto de sucesso, Terry teve a clarividência de patentear seu arranjo de relógios. Pelo menos cinco patentes foram emitidas para ele ao longo dos anos até 1825, a fim de proteger sua invenção.
De acordo com Diana Muir em Reflections in Bullough's Pond, em poucos anos, várias centenas de homens trabalharam em duas dúzias de fábricas no Vale Naugatuck e Bristol produziu relógios de madeira de trinta horas virtualmente idênticos ao estilo Terry. Os vendedores inovaram em dispositivos de marketing agora familiares, como compras de parcelamento e mudanças de modelos nas caixas, para induzir os consumidores que já possuíam um relógio funcional a comprar um modelo mais moderno.
Como observado, Terry recebeu muitas patentes por seus avanços na fabricação de relógios, a maioria das quais foi imediatamente infringida por concorrentes locais ansiosos por participar do atendimento à demanda por um relógio acessível. Muitos concorrentes anotariam "relógios de patente" em seus rótulos para evitar litígios. Um processo se desenvolveu conforme observado abaixo.
Terry também produziu relógios de torre com movimento de madeira, como os encontrados em campanários de igrejas e casas de reunião, um dos quais ainda funciona hoje na cidade de Plymouth.

## Relógios de torre
Eli Terry fez três relógios de torre. O primeiro, feito inteiramente de madeira, foi doado ao Center Church on the Green em New Haven em 1825. O segundo movimento foi doado em 1828 à Igreja Congregacional de Plymouth Hollow (mais tarde Igreja Congregacional de Thomaston). O movimento foi removido da igreja e doado ao American Clock and Watch Museum em Bristol. O terceiro movimento de Terry foi doado à Igreja Congregacional de Terryville em 1838. O movimento foi destruído por um incêndio em dezembro de 1969. O movimento de New Haven foi removido do campanário e reinstalado na Igreja Congregacional de Plymouth em 1838, onde ainda funciona hoje. O movimento do relógio de torre Plymouth é o único relógio de torre com engrenagem de madeira original não perturbado que existe.

## Projetos do relógio Bootleg Eli Terry
O sucesso de Eli Terry na produção em massa e venda de um relógio de prateleira acessível para o público inspirou-se muito em outros empresários em Connecticut e além. Imediatamente, os ex-sócios de Terry, Seth Thomas e Silas Hoadley, começaram a fazer relógios semelhantes. Outros nas comunidades de Bristol e Plymouth fabricaram movimentos, caixas ou outras peças de relógio para outros montarem e venderem relógios completos para competir com Terry. Terry foi forçado a atualizar continuamente suas patentes. Paradoxalmente, suas patentes atualizadas tornaram-se descritas de forma muito restrita e isso permitiu que os concorrentes fizessem pequenas alterações em seus projetos e evitassem a violação de patentes. Em 1826-7, Eli Terry entrou com uma ação no tribunal distrital de Litchfield contra Seth Thomas por violação de patente. O julgamento foi a favor de Terry, mas não está claro se ele alguma vez recebeu uma compensação.
Como um exemplo do frenesi na época para copiar os designs de Terry, a Reeves & Co fez relógios nos Estados Unidos para o design de Eli Terry. Esses relógios copiaram fielmente os arabescos e o movimento da madeira dos relógios Eli Terry originais. No entanto, como os designs desses relógios eram violações das patentes de Terry, a Reeves & Co. foi forçada a fechar o negócio e também foi forçada a destruir seu estoque de relógios não vendidos. Muito poucos relógios Reeves & Co. genuínos ainda existem. Um excelente exemplo de um relógio de prateleira Reeves & Co. em operação está na coleção de relógios John Basmajian, em Altadena, Califórnia. Devido à sua raridade, é extremamente valioso para colecionadores.